# Benno Koppenhagen
Bernhard „Benno“ Koppenhagen (* 6. Juni 1867 in Germersheim; † 20. Januar 1934 in Schleusingen) war ein deutscher Arzt und Schriftsteller.

## Leben
Koppenhagen wurde 1893 in Würzburg promoviert. Er war Landarzt und Gynäkologe mit eigener Praxis in Unterneubrunn und Schleusingen. Im Krankenhaus der Stadt Schleusingen hatte er Belegbetten. Neben seiner Tätigkeit als Arzt trat er als Schriftsteller hervor.
Nach der Machtergreifung der Nationalsozialisten stellten Mitglieder der örtlichen SA 1933 vor seinem Haus Schilder mit der Aufschrift Deutsche geht nicht zu Juden. auf. Wenig später kündigte das Krankenhaus ihm den Vertrag. Am 20. Januar 1934 nahm er sich das Leben.
In Schleusingen wurde die Dr.-Benno-Koppenhagen-Straße nach ihm benannt.

## Werke
- Die große Nacht. Schattenrisse aus dem Leben eines Arztes. Dr. L. Nonnes Erben, Hildburghausen 1926
- Doktors-Fuhren. Dr. L. Nonnes Erben, Hildburghausen 1926
- Aus dem Tagebuche eines Thüringer Landarztes. Heitere Skizzen von der „Höhe des Waldes“. Drei Sonnen Verlag, 3. Aufl. Leipzig 1921
- Vom lachenden Walde. Drei Sonnen Verlag, Leipzig